# Пабрежа, Юргис
Юргис Пабрежа, устар. Юргис-Амброз Пабрежа, отец Амвросий (лит. Jurgis Ambraziejus Pabrėža; 15 января 1771 года, Вечяй (ныне – Скуодасское районное самоуправление) — 30 октября 1849 года, Кретинга) — литовский монах-бернардинец, ботаник и педагог, деятель жемайтийской словесности и создатель научной терминологии, библиофил. Один из помощников епископа Мацея Волончевского в деле народного просвещения.

## Биография

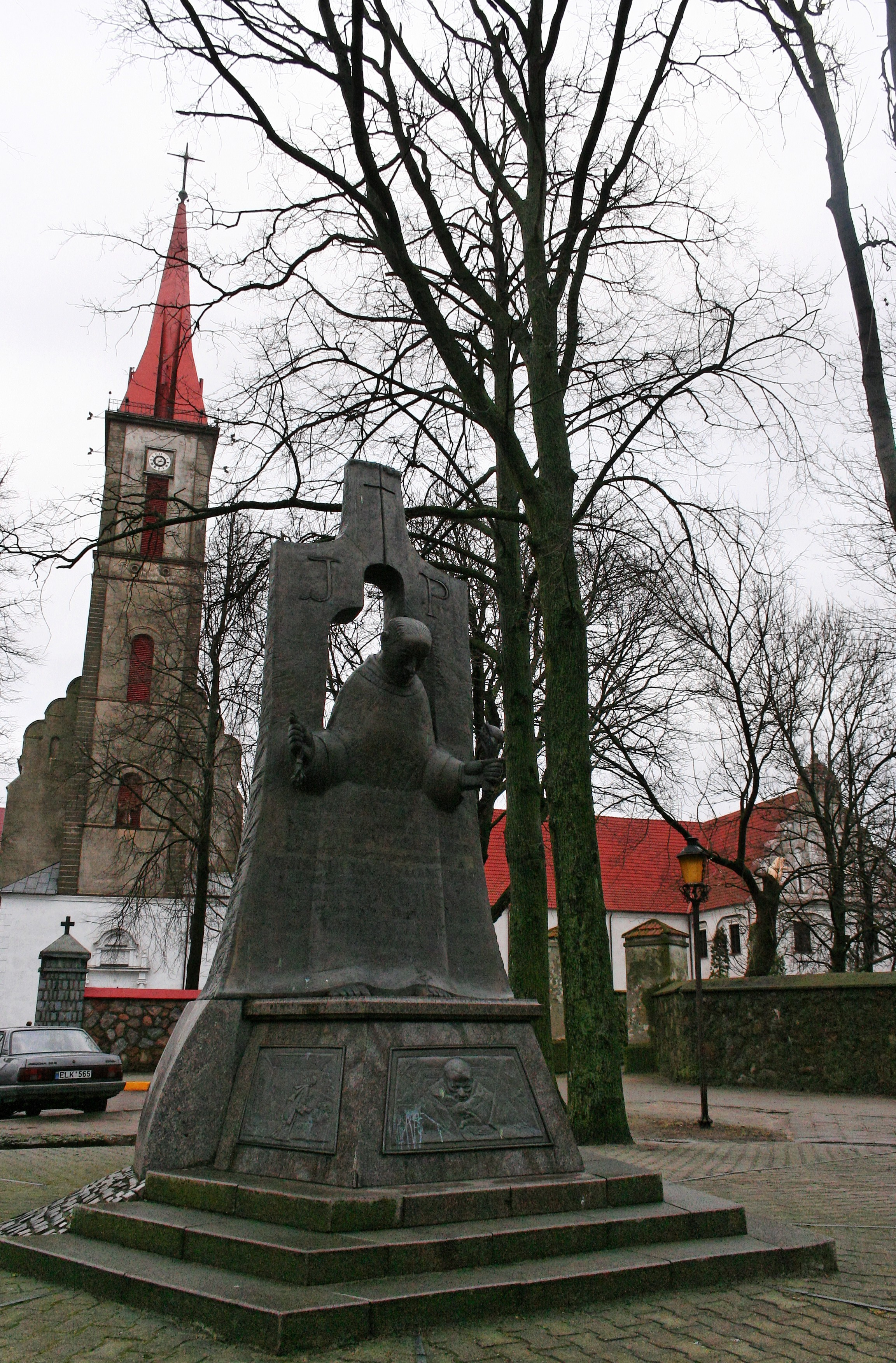
монумент Юргису Пабреже

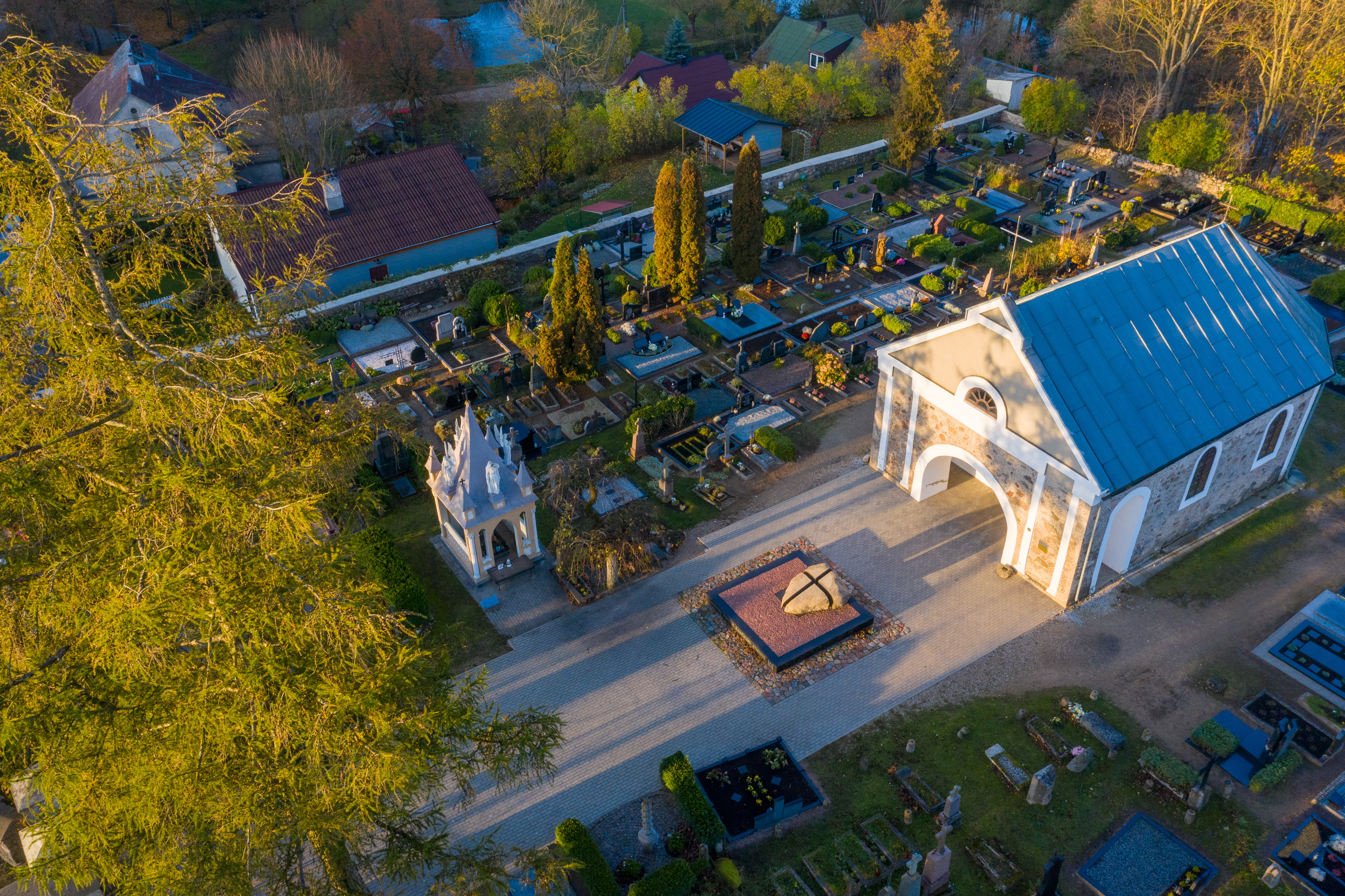
Часовня на могиле

В 1786—1792 годах учился в гимназии в Кретинге, в 1793—1794 годах обучался в Главной школе Великого княжества Литовского. Принимал участие в восстании 1794 года.
В 1794 году поступил в варняйскую духовную семинарию. В 1796 году стал священником. В 1796—1817 годах викарием, алтарником в Шилуве, Раунай, Тверай, Плунге, Картене. Стал известен как проповедник, знаток народной медицины и врач.
В 1816 году поступил в бернардинский монастырь в Кретинге. В 1817 году дал обеты и стал францисканцем, приняв имя Амбразеюса (Амвросия).
С 1817 года в бернардинской школе преподавал латынь, естественные науки, Закон Божий. Написал учебники по ботанике и географии.
В 1821 году был назначен проповедником Кретингского монастыря. В монастыре занимался научной деятельностью, собирал и описывал растения Жемайтии. Занимаясь ботаникой, собрал большой гербарий (свыше 800 растений), разрабатывал литовскую терминологию по ботанике и морфологии растений, в книге „Taislius augyminis“ по методике Карла Линнея описал свыше 250 родов растений и более 400 их видов.
Поддерживал связи с участниками жемайтийского культурного движения и учеными — Симонасом Даукантасом, Йонасом Кризостомасом Гинтилой, Сильверстасом Руцявичюсом, Мотеюсом Валанчюсом, Юзефом Юндзиллой, Иоганном Фридрихом Вольфгангом. В переписке с ними обосновывал терминологию и жемайтийское правописание. Создал своеобразную жемайтийскую грамматику и систему письма, намереваясь создать на основе жемайтийских говорах кодифицированный письменный жемайтийский язык.
Библиотека отца Амброзеюса насчитывала свыше 400 томов, преимущественно книг по ботанике, практической медицине, теологии, а также популярных журналов.
Умер и захоронен на старом кладбище в Кретинге.

## Труды
Создал первый в Литве систематический справочник по литовской флоре «Żodyns biilum augminiczynig lotyn.-zemaitinig. Nomenclator botanicus» (написан на жемайтском диалекте), латино-литовский словарь названий растений (около 1829), словарь литовской терминологии морфологических описаний растений „Taislius augyminis“ (систематика растений, написана 1843 году, издана в 1900 году), первый литовский учебник географии и словарь географических терминов. 
Писал сочинения религиозного содержания „Mokslós Rodąs Ko reyk Noręt Geró smerczió nóumyrty“ (наставление о благой смерти, 1844), „Rekólekcyjys dwasiszkas i tris dyinas padalitas“ (наставление в духовных упражнениях, 1846), „Parkratyma tąn sąuźines parašyta“ (написана в 1846 году, издана в 1869 году). 
Остались неопубликованными 17 рукописей с описанием заболеваний, их симптомов, методов лечения, словарь медицинских терминов, учебник латинского языка, а также духовные трактаты и молитвенники, проповеди по вопросам веры, в том числе сборники проповедей „Kninga turinti savyje kozonius“ (1798–1822), „Pamokslai vairingose materijose“.
Писал стихи на польском и литовском языках. Два самых известных его стихотворения „Esu sau žmogelis šarpus kožname darbe“ и „Apie pypkininką“ стали литовскими народными песнями.

## Память
В 1933 году настоятель монастыря Аугустинас Дирвяле решил построить на его могиле небольшую, площадью 15 м², каменную часовню в неоготическом стиле.
В 1993 году неподалёку от костёла Благовещения Святой Девы Марии и монастыря был открыт памятник (скульптор Альгирдас Босас). Имя Юргиса Пабрежи носит гимназия в Кретинге.